# Kocher

nákres Kocherovy svorky

Kocher (též kochr) je druh chirurgické cévní svorky, sloužící jako pomůcka pro stavění krvácení. Jde o klíšťky s nůžkovými rukojeťmi a plochými štíhlými vroubkovanými čelistmi, vybavené fixačními ozubci. Ty vzájemným zaklesnutím udržují nástroj v zavřené poloze s definovaným stlačením a současně umožňují snadné a rychlé rozevření nástroje. Čelisti nástroje jsou, na rozdíl od peánu na koncích vybaveny příčnými zoubky, umožňujícími lepší sevření cévy. 